# Coleophora niphocrossa
Coleophora niphocrossa é uma espécie de mariposa do gênero Coleophora pertencente à família Coleophoridae.